# Palais Vrtba

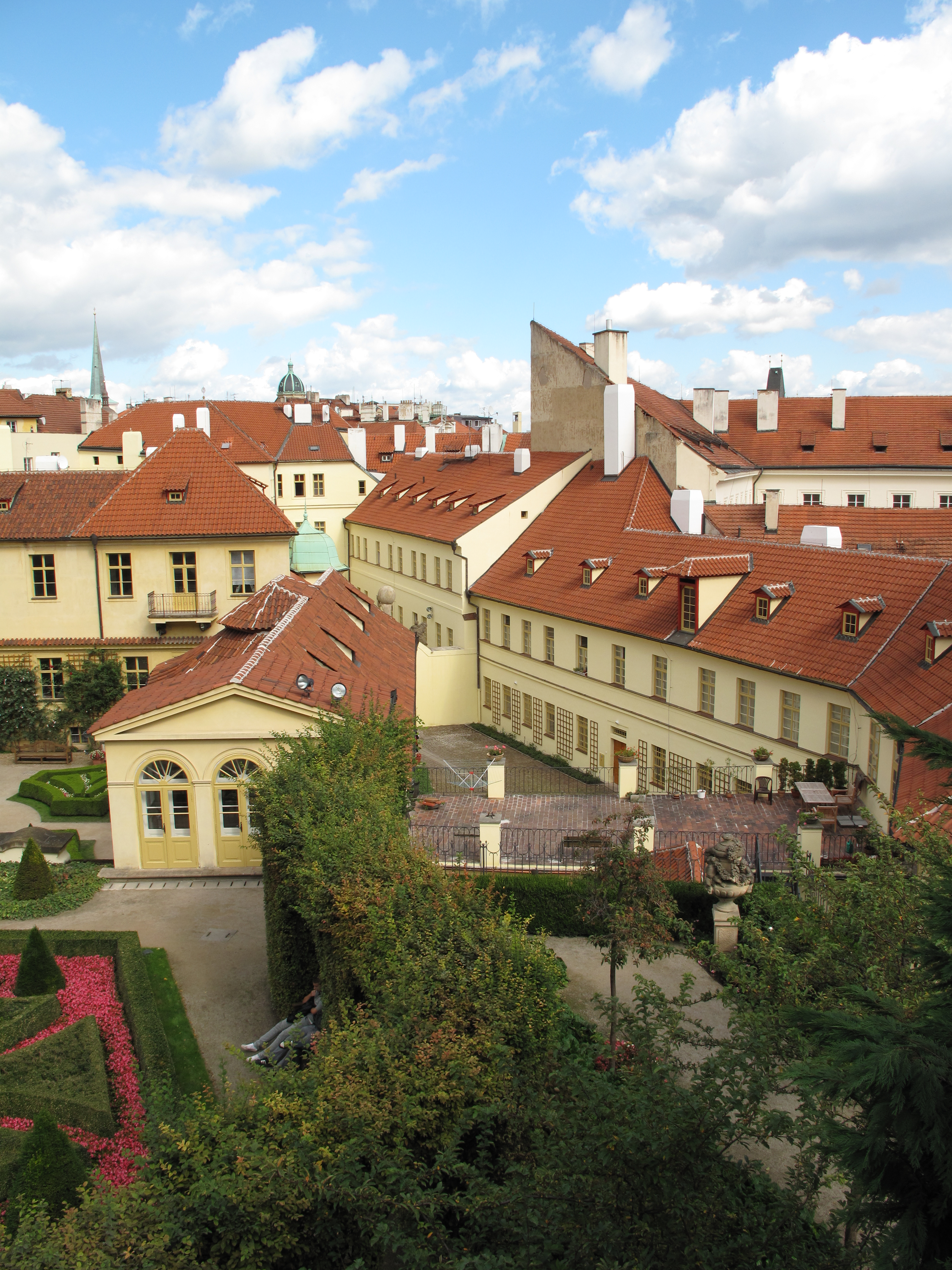
Palais (rechts) und Atelier des Malers Mikoláš Aleš (links)

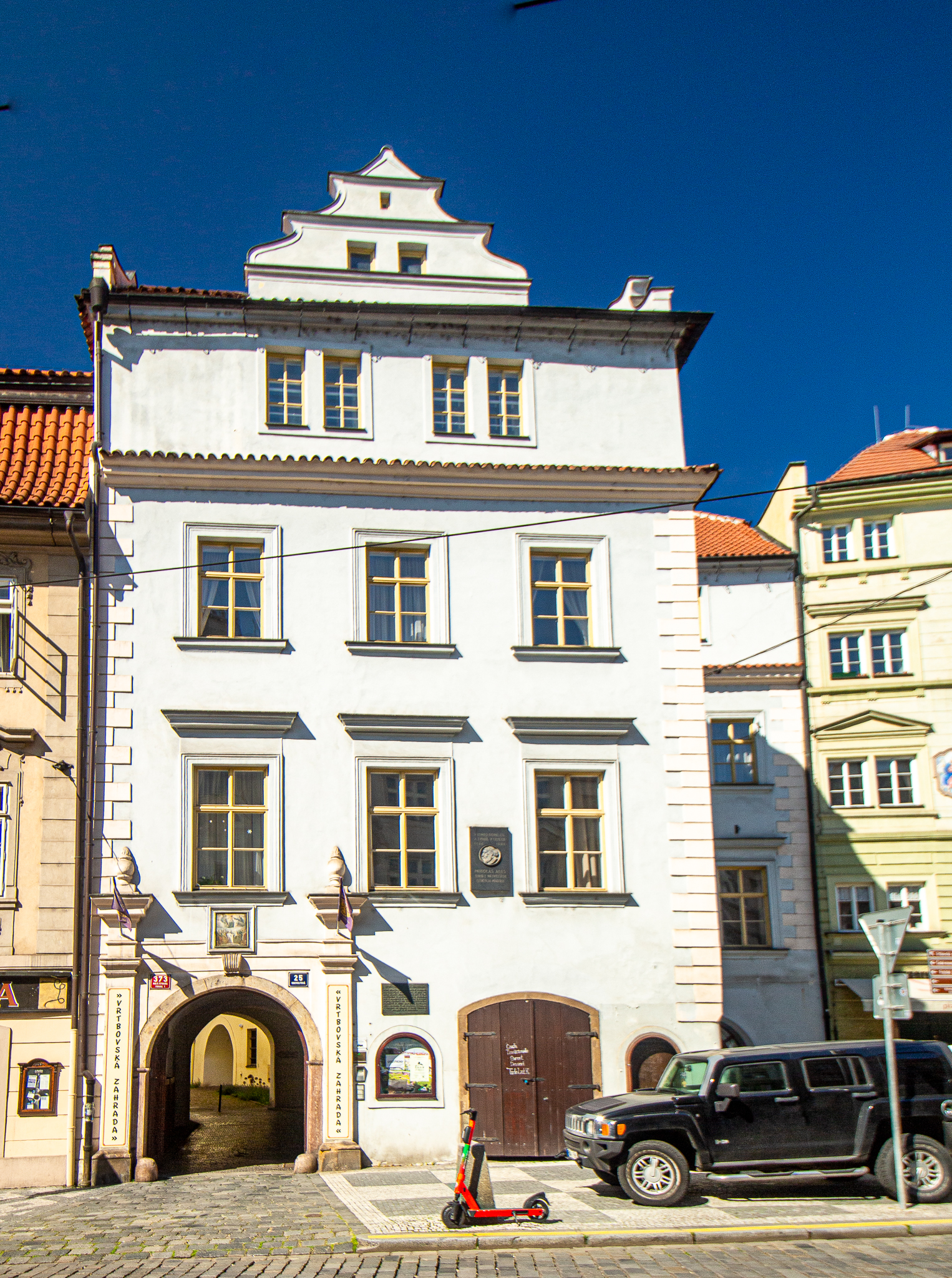
Eingang zum Garten

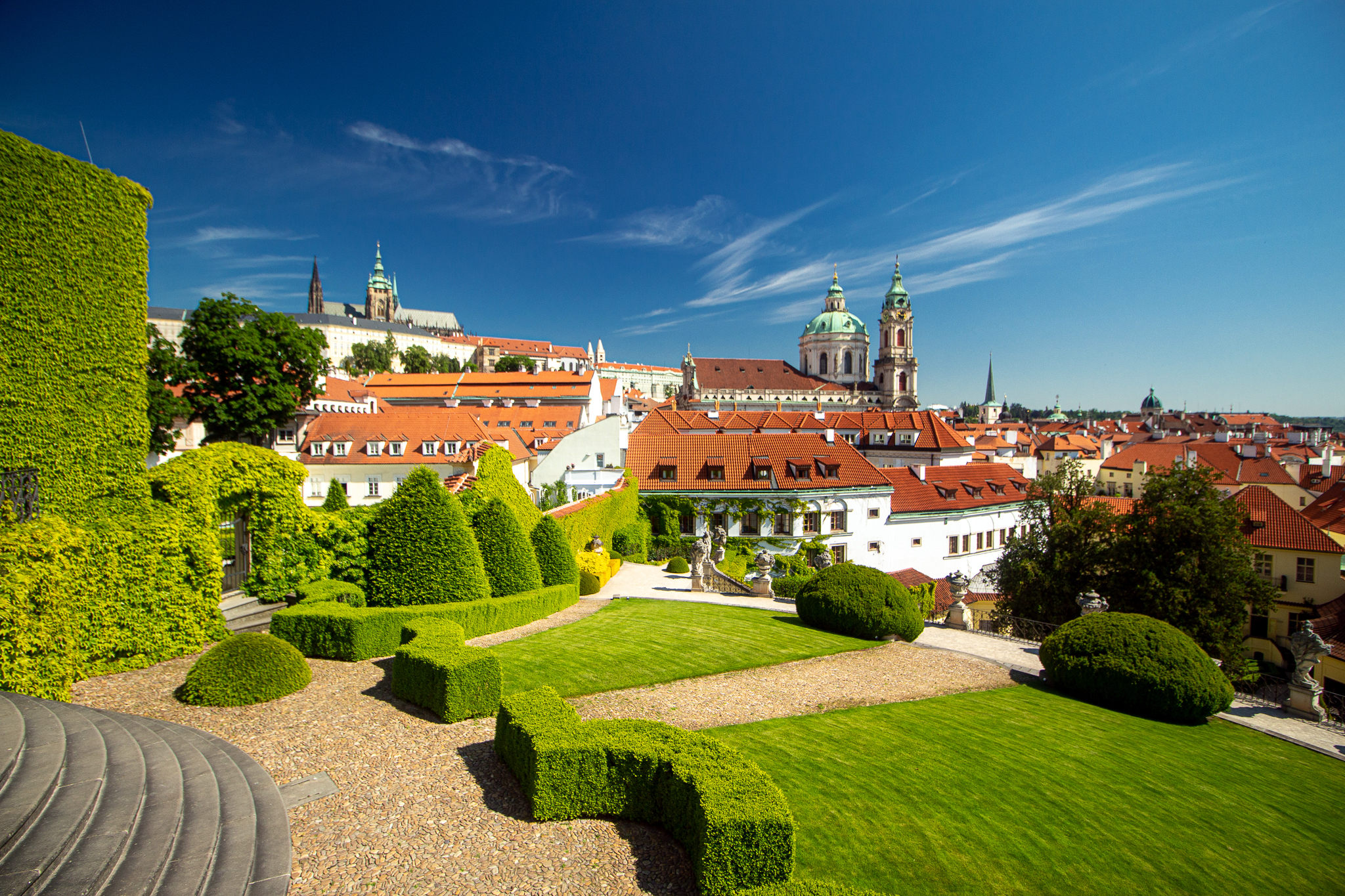
Vrtba-Garten, Teilansicht mit Hradschin und der Kleinseite

Das Palais Vrtba (tschechisch: Vrtbovský palác) in Prag ist ein mehrflügeliges, ursprünglich im Renaissance-Stil errichtetes, aber im Laufe der Jahrhunderte mehrfach umgebautes Stadtpalais. Es befindet sich in der Karmelitská 25 (Ecke Tržiště), wenige Meter südlich des Kleinseitner Rings und enthält heute Miet- und Eigentumswohnungen.

## Baugeschichte
Der Adelige Sezima z Vrtby, der 1624 in den Grafenstand erhoben worden war, ließ 1627–1631 zwei benachbarte Stadthäuser zu einem Palais im Stil der Spätrenaissance zusammenfassen und umgestalten. Das nördliche der beiden Häuser, 1591 von dem bedeutenden Prager Architekten Ulrico Aostalli (Oldřich Aostalis) gebaut, hatte er 1623 aus der Konfiskationsmasse des Freiherrn Kristov Harant (1546–1621) erworben, der wegen seiner Teilnahme am böhmischen Aufstand gegen die Habsburger hingerichtet worden war. Das Haus hatte Gelehrten, Schriftstellern, Komponisten und anderen aus Harants großem Bekanntenkreis als Prager Anlaufstätte und Aufenthaltsort gedient. Das südliche, 1575 erbaute Haus kaufte Graf Vrtba 1627 hinzu. Ebenfalls in die Anlage einbezogen wurde die Bastion des einstigen Újezd-Tors (Újezdská brána) als ein noch heute bestehendes rechteckiges gotisches Gebäude mit dicken Mauern in der nördlichen Ecke des zweiten Innenhofs. Der Palais-Komplex hat einen unregelmäßigen Grundriss und besteht aus vier Innenhöfen und einer Anzahl von Flügeln von unterschiedlicher Größe und Höhe.

## Vrtba-Garten
Die kleine Gasse zwischen den beiden Gebäuden blieb nach dem Umbau als Durchfahrt in das Palais-Grundstück erhalten und ermöglicht heute den Zugang zum prächtigen Vrtba-Garten (Vrtbovská zahrada), einem der bedeutendsten und schönsten Barockgärten in Prag und in Europa nördlich der Alpen. Der Garten, heute Eigentum der Stadt Prag, wurde in den Jahren 1715–1720 für Sezimas Enkel, Jan Josef z Vrtby (1669–1734), Burggraf von Prag, von dem tschechischen Architekten und Baumeister František Maximilian Kaňka am unteren Hang des Hügels Petřín unmittelbar unterhalb des Palais geschaffen, nachdem er zunächst das Palais selbst umgestaltet hatte. Der Garten enthält Skulpturen von Matthias Bernhard Braun und in der Sala terrena, die Palais und Garten verbindet, Fresken von Václav Vavřinec Reiner. Die Stuckarbeiten wurden von Tomasi Soldati angefertigt. Alle vier gehörten zu den herausragenden Künstlern ihrer Zeit. Der dreigeschossige Garten enthält kühn geschwungene Treppenläufe, symmetrisch bepflanzte, mit Balustraden verbundene Terrassen, und eine Aussichtsplattform mit schönem Blick auf die Prager Kleinseite und die Nikolauskirche sowie auf den Hradschin. Der Garten wurde in den Jahren 1990–1998 aufwendig renoviert und ist im Sommer der Öffentlichkeit zugänglich.

## Spätere Nutzung

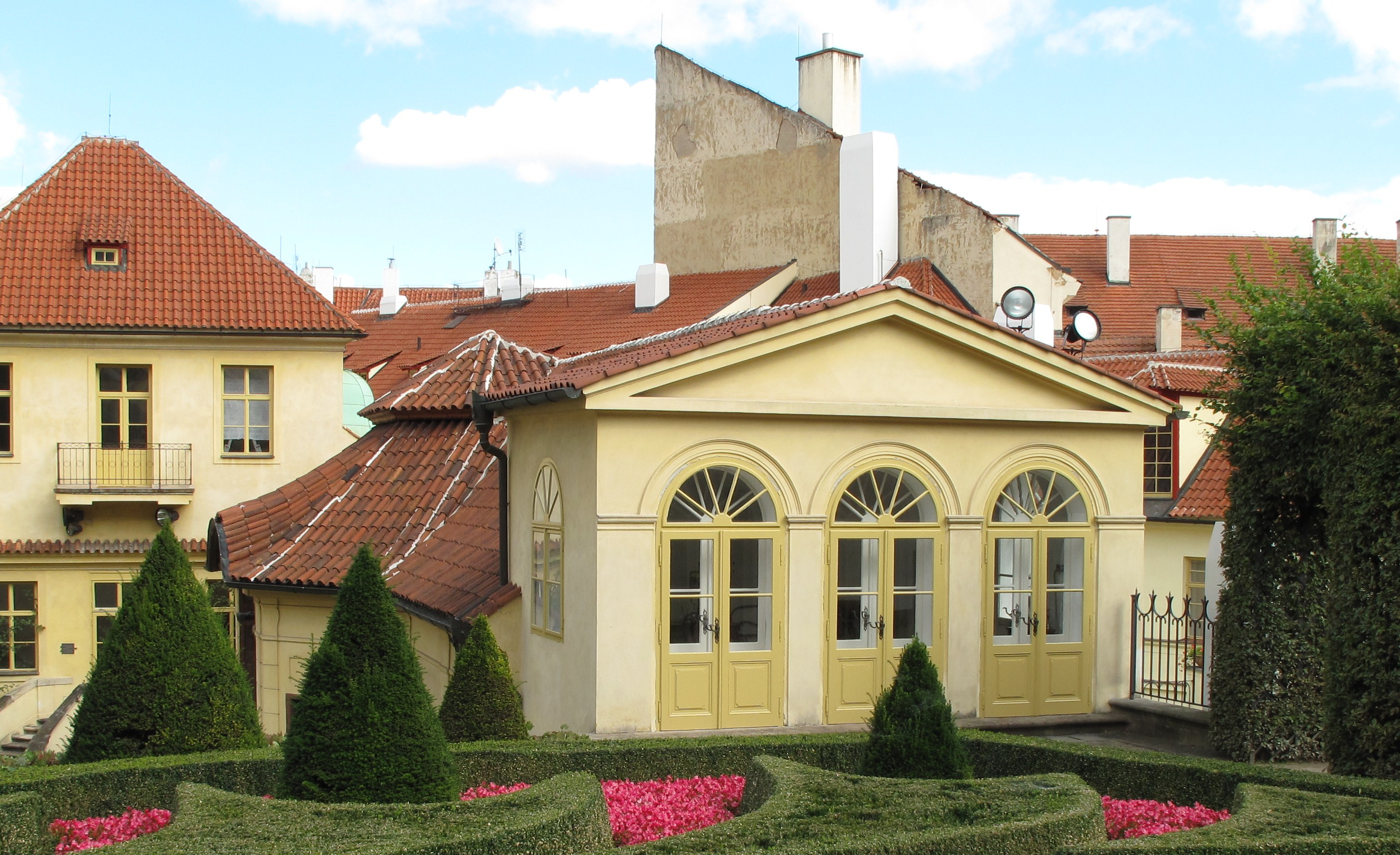
Ehemaliges Atelier des Malers Mikoláš Aleš

Die Vrtba verkauften das Palais 1799 an Dr. Johann Mayer, kaiserlichen Leibarzt, der es bald darauf durch den Prager Hofarchitekten Joseph Zobel umfangreich erweitern und im klassizistischen Stil umgestalten ließ. In dieser Phase entstanden die neuen West- und Südflügel des Nordgebäudes und die vier Treppenaufgänge. Schon 1807 wurde wieder ein neuer Besitzer erwähnt, Charles Chorobinci. 1836 erwarb der Kaufmann K. J. Barth das Palais, das er in ein Mietshaus umwandelte. Einer der Pavillons diente später als Atelier für den tschechischen Maler Mikoláš Aleš, der von 1886 bis 1898 mit seiner Familie in einer Wohnung im ersten Stock des hofseitigen Flügels wohnte. Der Besitz des nunmehr als Mietshaus genutzten Palais wechselte in der Folge mehrfach, und 1911/12 wurden weitere bauliche Veränderungen an der Straßenseite durchgeführt.
Nach dem Ende des Zweiten Weltkriegs wurde das bis dahin in deutschem Privatbesitz befindliche Palais, das zunächst Vertriebenen als Unterkunft diente, enteignet und in tschechoslowakisches Staatseigentum überführt. Die erste Etage bezog das tschechoslowakische Außenpolitische Institut. Eine großzügige und repräsentative 7-Zimmer-Wohnung im Erdgeschoss mit antiken Möbeln und Gemälden wurde vom Gesellschaftsklub des Instituts genutzt und war Ort vieler nächtelanger Zechereien, bei denen Möbel, Haus und Garten schwer in Mitleidenschaft gezogen wurden. Um betrunkene Gäste am Überklettern des Zauns zur benachbarten amerikanischen Botschaft zu hindern, musste dieser durch Stacheldraht verstärkt und erhöht werden. Erst nach jahrelangen Beschwerden der anderen Mieter, der „Freunde der Kleinseite“ und des „Vereins für das alte Prag“ wurde der Mietvertrag des Klubs, der hochrangige Gäste hatte, schließlich aufgelöst.

## Renovierung
In den 1990er Jahren wurden Palais und Garten renoviert. Im Hof wurden neue Pflastersteine, vom Architekten Ivan Brezina konzipiert, gelegt. Während der Inspektion der erhaltenen Fassaden wurden Renaissance-Sgraffiti gefunden und im ersten Hof teilweise freigelegt; die anderen wurden zu ihrem Schutz unter dem Putz belassen. Über dem Hauptportal fand man ein auf Zinn gemaltes Bild der Jungfrau Maria mit Heiligen. Die Straßenfassaden erhielten ihre historischen Straßenschilder und Dachgauben zurück. Am Eingangstor zum Garten wurde eine Kopie der Statue des Atlas mit dem Globus aufgestellt.